# 1. division 1970 (fodbold)
Danmarksturneringen 1969 var den 57. sæson om Danmarksmesterskabet i fodbold for herrer organiseret af DBU. B 1903 fra København blev mester for andet år i træk og sjette gang i alt. 

Mesterskabet blev først afgjort på sidste spilledag d. 1. november 1970 og blev en af de mest dramatiske i Danmarksturneringens historie. Hvidovre IF lå på førstepladsen et point foran AB og B 1903, men Hvidovre tabte sidste kamp med 1-3 til Vejle BK. AB førte 5-0 på udebane mod B 1901 og var dermed mestre, idet B 1903 på hjemmebane kun havde uafgjort 2-2 mod AaB.
 Seks minutter før tid scorede B 1903s Ole Forsing sejrsmålet, der sikrede B 1903 titlen med en forskel i målkvotient målt i hundrededele: 1,555 til B 1903 mod ABs 1,553.

Efter 12 runder førte oprykkerne Brønshøj turneringen, mens de forsvarende mestre, B 1903, lå på 10. pladsen. I de sidste ti kampe vandt B 1903 syv og spillede tre uafgjorte på vejen mod mesterskabet. KB sluttede som nr. 10, klubbens dårligste placering i 18 år.

I gennemsnit blev der kun scoret 3,03 mål per kamp, hvilket var det laveste nogensinde. Tilskuertallene faldt dramtisk med hele 23 procent til et gennemsnit på 5.075 per kamp.

Sæsonen var den første i den bedste række, hvor reklamer på spillertrøjerne var tilladt.

## Stillingen
| Pos | Hold              | K  | V  | U | T  | M+ | M- | MR    | P  | Kvalifikation eller nedrykning                  |
| --- | ----------------- | -- | -- | - | -- | -- | -- | ----- | -- | ----------------------------------------------- |
| 1   | B 1903 (M)        | 22 | 11 | 5 | 6  | 56 | 36 | 1,556 | 27 | Mesterholdenes Europa Cup 1971-72               |
| 2   | AB                | 22 | 10 | 7 | 5  | 46 | 30 | 1,533 | 27 | Inter-Cities Fairs Cup 1970-71 UEFA Cup 1971-72 |
| 3   | Hvidovre IF       | 22 | 11 | 4 | 7  | 30 | 23 | 1,304 | 26 |                                                 |
| 4   | Vejle B           | 22 | 10 | 3 | 9  | 45 | 39 | 1,154 | 23 |                                                 |
| 5   | B 1901            | 22 | 8  | 7 | 7  | 31 | 35 | 0,886 | 23 | Inter-Cities Fairs Cup 1970-71                  |
| 6   | Frem              | 22 | 8  | 6 | 8  | 32 | 35 | 0,914 | 22 |                                                 |
| 7   | Brønshøj (O)      | 22 | 8  | 6 | 8  | 28 | 35 | 0,800 | 22 |                                                 |
| 8   | AaB               | 22 | 9  | 3 | 10 | 34 | 29 | 1,172 | 21 | Pokalvindernes Europa Cup 1970-71               |
| 9   | Randers Freja (O) | 22 | 8  | 5 | 9  | 30 | 36 | 0,833 | 21 |                                                 |
| 10  | KB                | 22 | 6  | 7 | 9  | 24 | 26 | 0,923 | 19 |                                                 |
| 11  | B 1913            | 22 | 6  | 6 | 10 | 24 | 37 | 0,649 | 18 | Nedrykning                                      |
| 12  | Horsens fS        | 22 | 4  | 7 | 11 | 20 | 39 | 0,513 | 15 | Nedrykning                                      |

## Kvalifikation til Inter Cities Fairs Cup
Til Inter-Cities Fairs Cup 1970-71, på dansk kaldet Messebyturneringen, havde Danmark to pladser. Men, da Odense meldte afbud, besluttede DBU, at de to bedst placerede klubber efter første halvdel af sæsonen (Forårsturneringen), Brønshøj og AB, skulle tilmeldes. Arrangørerne ville dog ikke tillade to hold fra samme by, så i stedet for Brønshøj blev B 1901 inviteret.

AB kvalificerede sig også til den nye UEFA Cup 1971-72 ved at slutte på andenpladsen.